# Ora TV
Ora TV es una canal de televisión estadounidense por internet, propiedad de Carlos Slim y producido por el mismo. El canal debutó el 17 de julio de 2012 estrenando su primer programa conducido por el presentador y su amigo Larry King, denominado "Larry King Now". Teniendo su sede en Nueva York.
El portal Ora.TV emitió en marzo de 2012 un comunicado en el que detalló que el canal contará con todos los formatos, que serán interactivos, y también se ofrecerán segmentos de un mínimo de tres minutos de duración. El proyecto está financiado por América Móvil, la mayor operadora de telefonía en Latinoamérica y controlada por la familia de Carlos Slim.